# スカラリテス
スカラリテス（学名：Scalarites）は、チューロニアンからコニアシアンにかけて後期白亜紀の海に生息していた、ディプロモセラス科に属する異常巻きアンモナイトの属。日本やフランスおよびデンマーク（ボーンホルム島）などで化石が産出している。同科の中では極めて原始的な部類であり、ポリプチコセラスなど他の属の直接の祖先となった。

## 特徴
螺環が半ば解けて互いに接していない、平面巻きの異常巻きアンモナイトである。成長初期の段階では前方に傾斜したような周期的な強いくびれを示す。また螺環の巻き方は同一種内でも変異が見られ、巻貝との対比から平巻型・旋回型・旋回軸変換型の3つに分類される。また棚部一成・小畠郁生・二上政夫による1981年の論文では、成長初期段階ではくびれを示しながらも肋が存在しない状態で真っ直ぐに伸長し、湾曲成長が開始された後に肋が出現することが記されている。その肋は同じくディプロモセラス科に属するポリプチコセラスのものに比べて鋭く、また単純な環状をなす。螺環断面は円形に近い。

## 分類
スカラリテス属はディプロモセラス科の中では極めて基盤的な属であり、ノストセラス科のユーボストリコセラス属から派生したと考えられている。先述の1981年の論文では、トリアングリテス属およびリオプチコセラス属とスカラリテス属が枝分かれした後、本属から他のディプロモセラス科のアンモナイトが分岐したとされた。また、岡本隆は少なくともポリプチコセラス属とライオプチコセラス属が本属から派生したと考えている。
また、S. mihoensis は下部チューロニアン階から産出したリュウガセラ属（Ryugasella）の種と形態が似ており、チューロニアン期のうちにスカラリテス属からリュウガセラ属が進化したことが示唆されている。

## 種

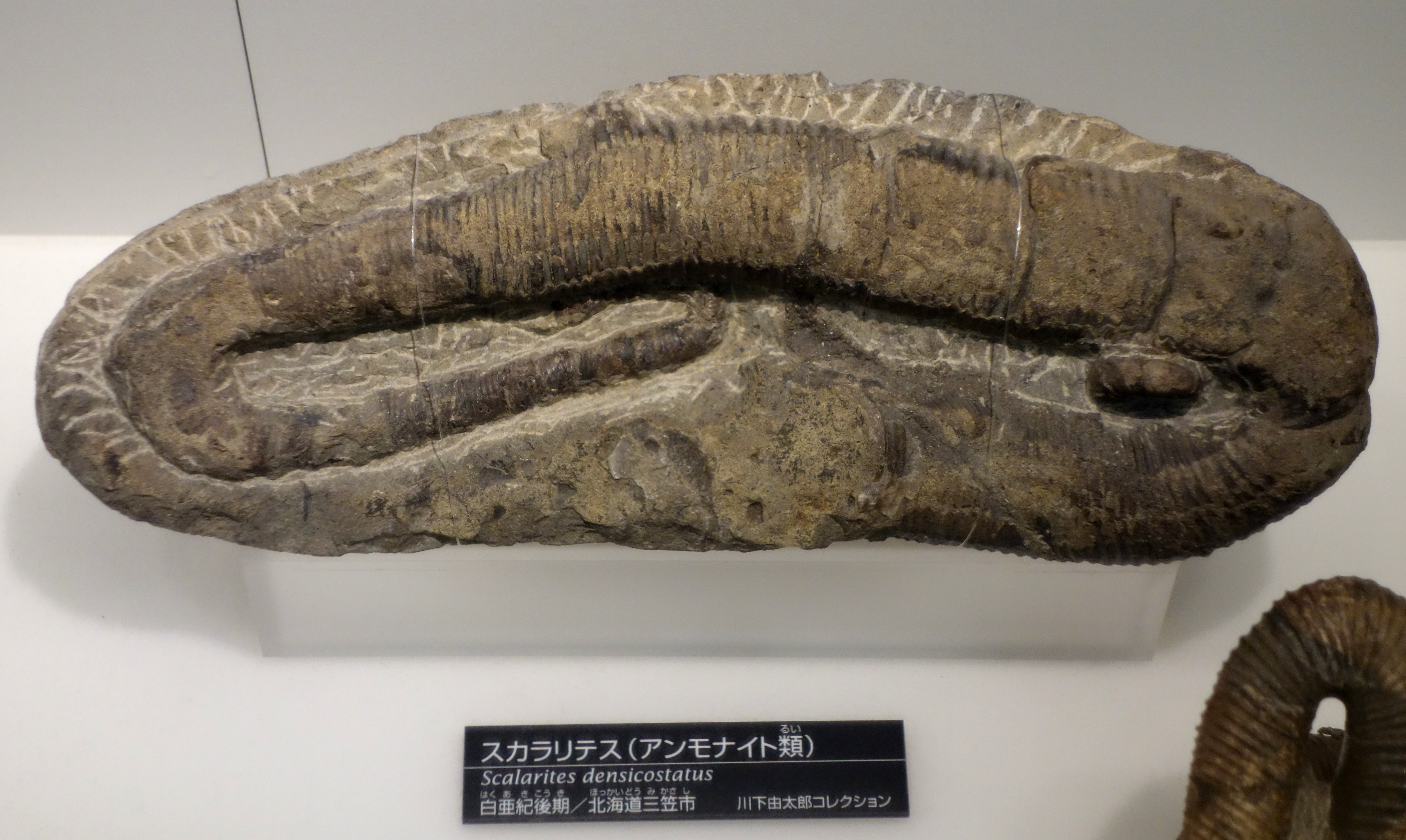
国立科学博物館（東京都）の S. densicostatus

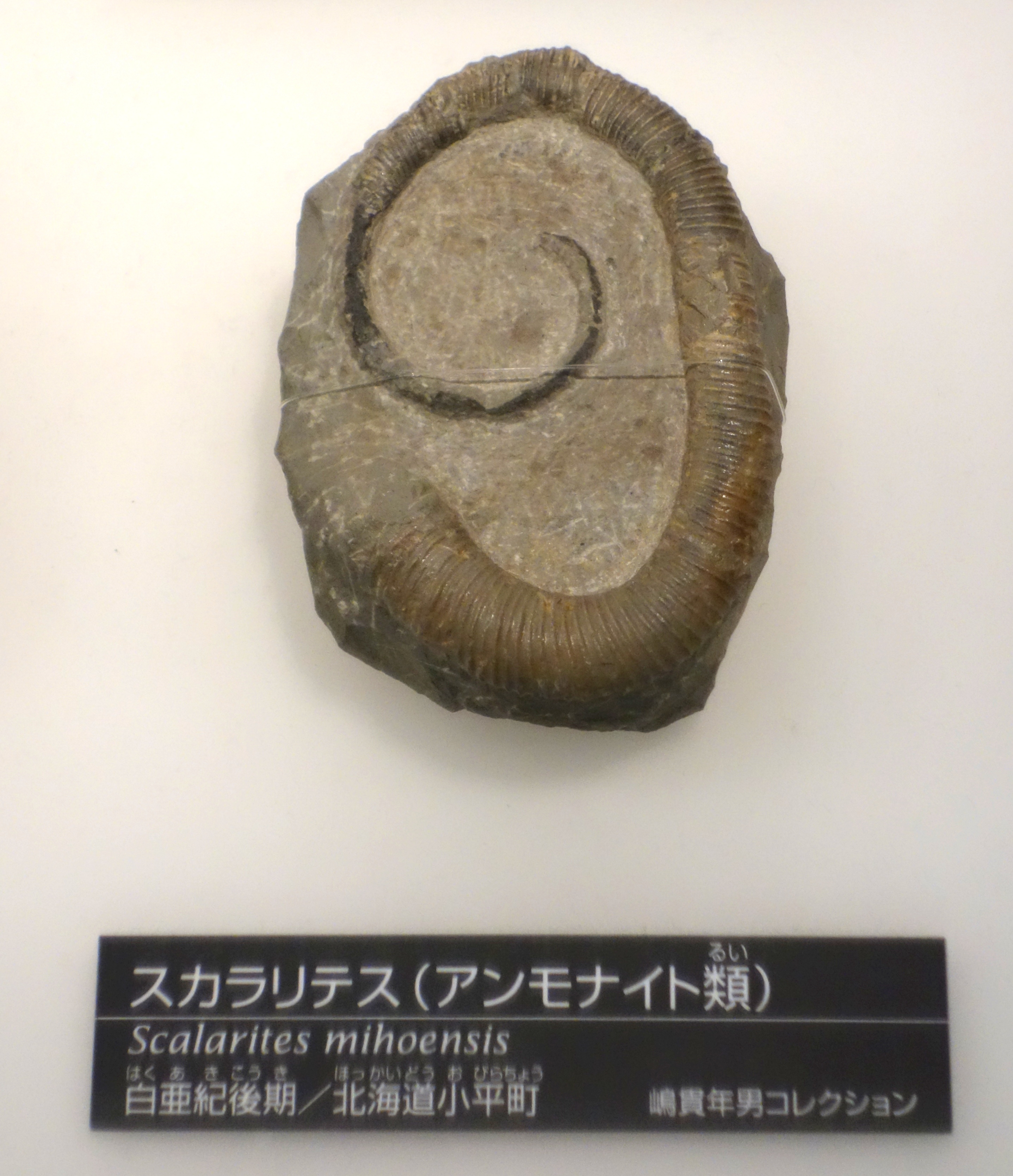
国立科学博物館の S. mihoensis

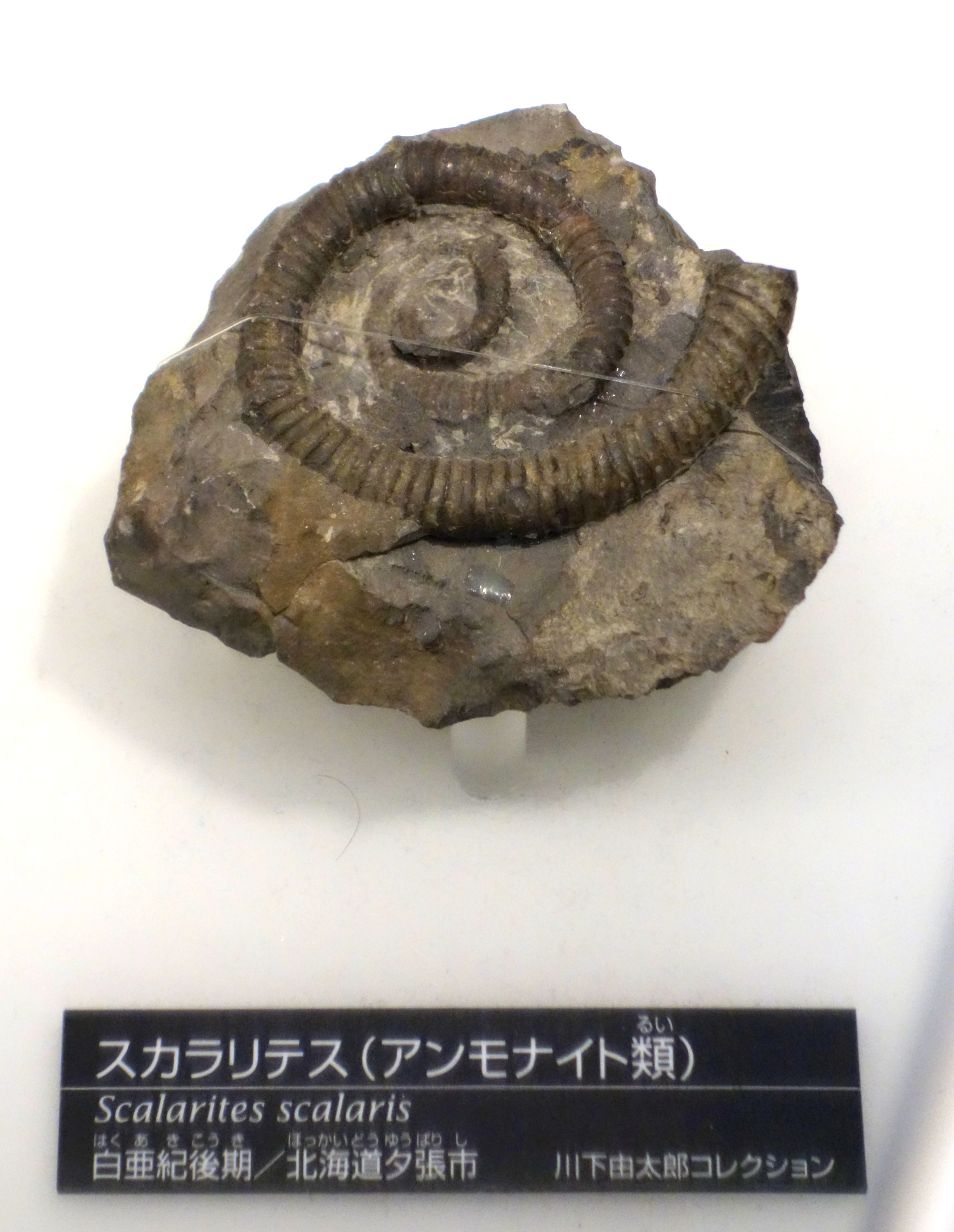
国立科学博物館の S. scalaris

2000年時点で日本からは S. aff. scalaris や S. sp. A、S. sp. B を含め8種が報告されている。種によっては真円形に近い螺旋を描くものや楕円形に近い螺旋を描くものがいる。
S. antiquus
熊本県天草市御所浦町に分布する姫ノ浦層群から産出した標本NG45-001876を熊本県博物館ネットワークセンターが管理している。
S. cingulatum
後期サントニアンを示す種。スペイン北部のナバラ州に分布するOlazagutia累層でScalarites cingulatum帯が確認されている。
S. densicostatus
北海道・樺太中部軸白亜系に適用するものとして1942年に松本達郎が提唱した時代区分である後期ギリヤーク世（国際年代層序においてはチューロニアンごろ）の途中で S. mihoensis と共に出現し、前期浦河世（コニアシアンごろ）の末に S.mihoensis と共に姿を消している。また、おそらく本種と思われる種が北海道夕張市の士幌加別川で上部チューロニアン階の下部化石群集から採集されており、浅海生物相を示すと解釈されている。
Rhyoptychoceras mikasaenseと似るが、S. densicostatusの方がくびれが強いことと、R. mikasaenseのような螺環の捻じれがないことで識別できる。
S. mihoensis
松本(1942)によると、北海道・樺太中部軸白亜系において S.densicostatum と共産する。松本(1954)によると、外側に広がった肋がごく稀に存在することと、螺環に直線状に近い部位が存在していて螺旋がより楕円形に近いことから、本種は S. scalaris からポリプチコセラス属へ進化する中間段階を示唆している。また、肋は後湾曲成長の開始からほどなくして出現する。
S. scalaris
幼体と成体の標本が確認されており、成長すると肋や周期的構造が増え、かつ巻き数も増えることが報告されている。また肋はやはり成長初期段階を終えて湾曲成長が始まった後に出現するが、S. mihoensis と比較すると出現が遅い。
S. venustus
南部樺太のMatmet岬に分布する砂岩・珪質粘土岩から構成される堆積累層（Penzhin層群、Bystrin層群、Veserov層群、Pillalvaia層群）の下部から産出している。

## 分布
化石は南極大陸、ブラジル、スウェーデン、デンマーク、ドイツ、フランス、スペイン、ロシア、日本、アメリカ合衆国、メキシコと幅広く産出している。日本の博物館が所蔵しているスカラリテス属の標本は北海道や樺太の蝦夷層群から産出したものが多い。